# Żory

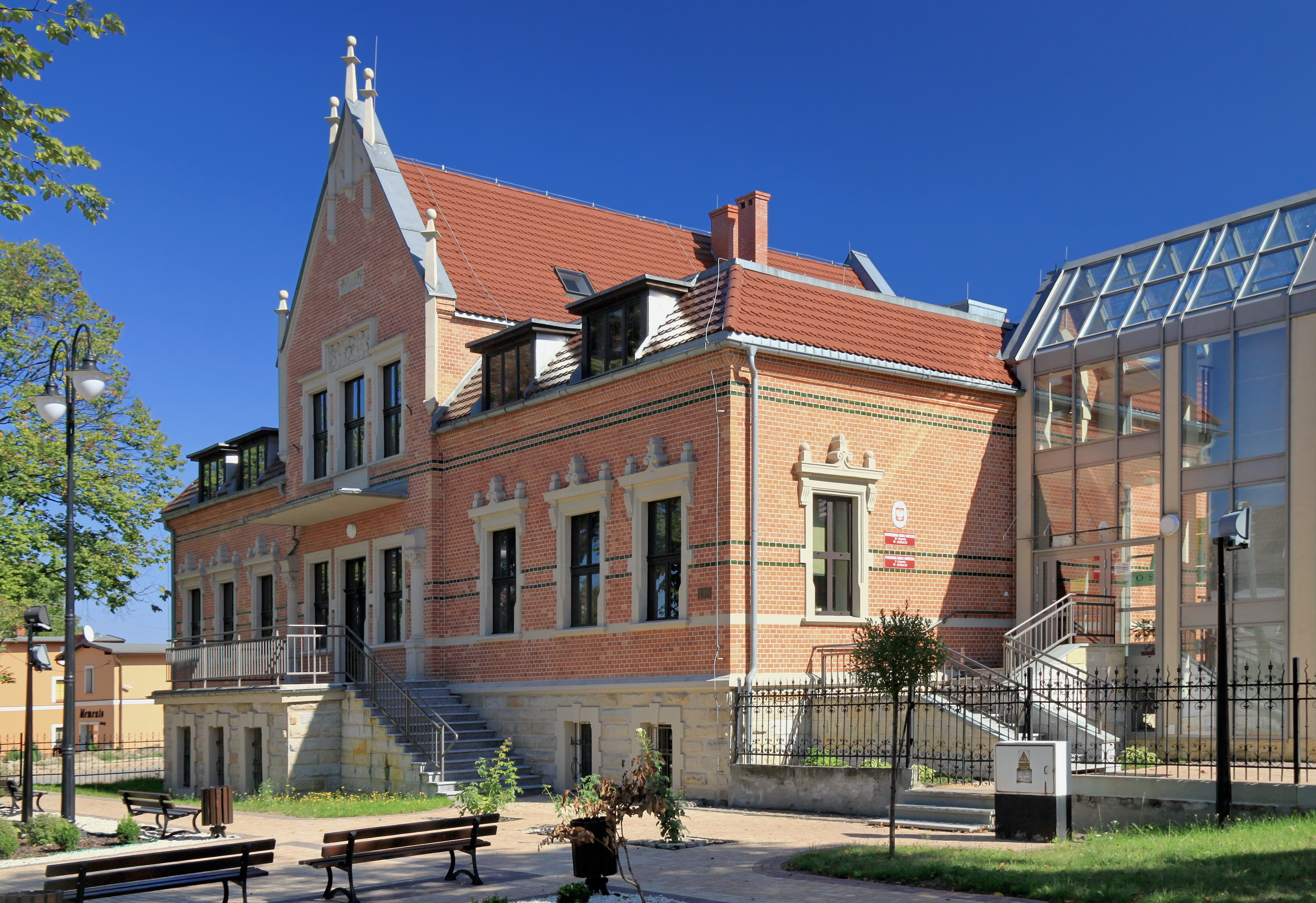
Státní hudební škola

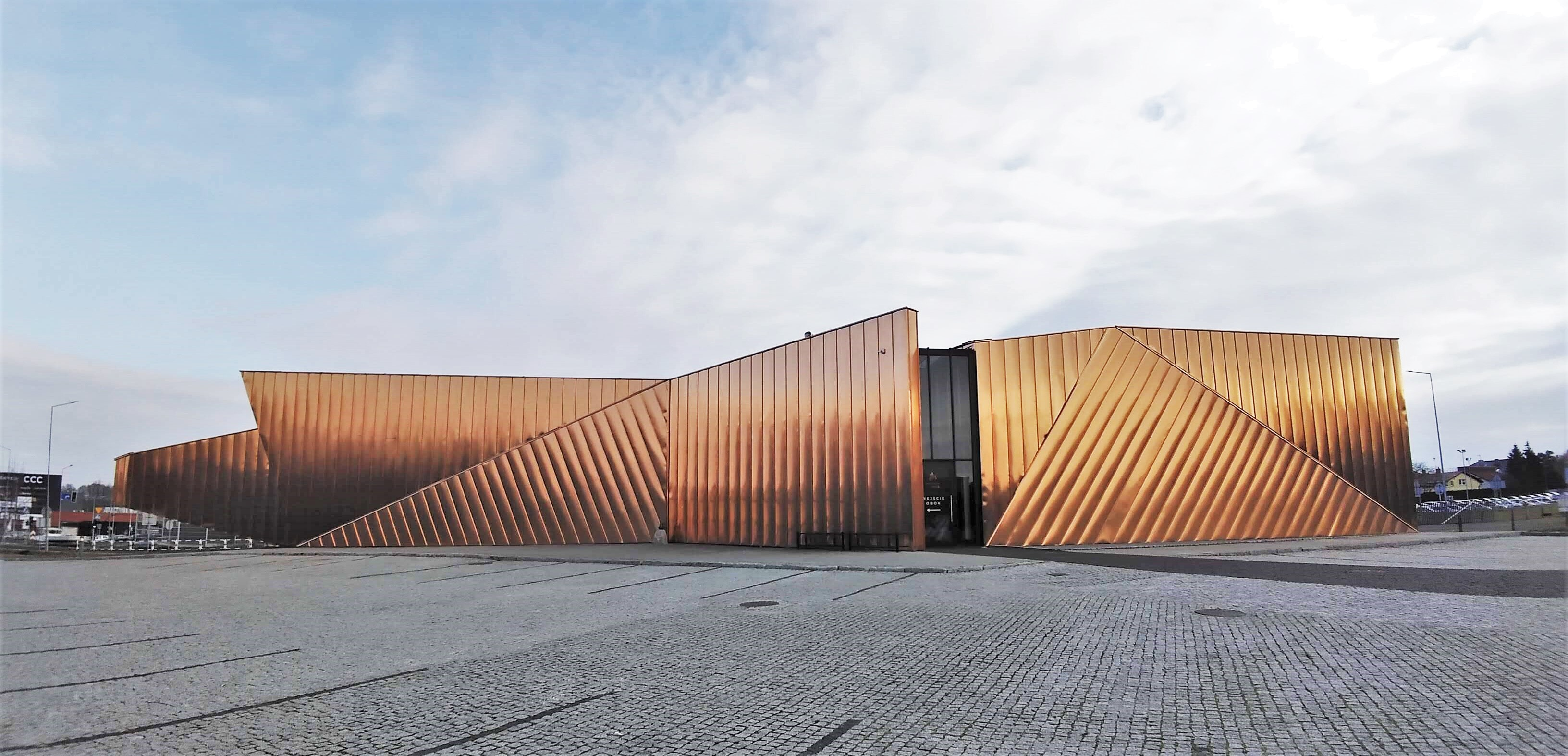
Muzeum ohně

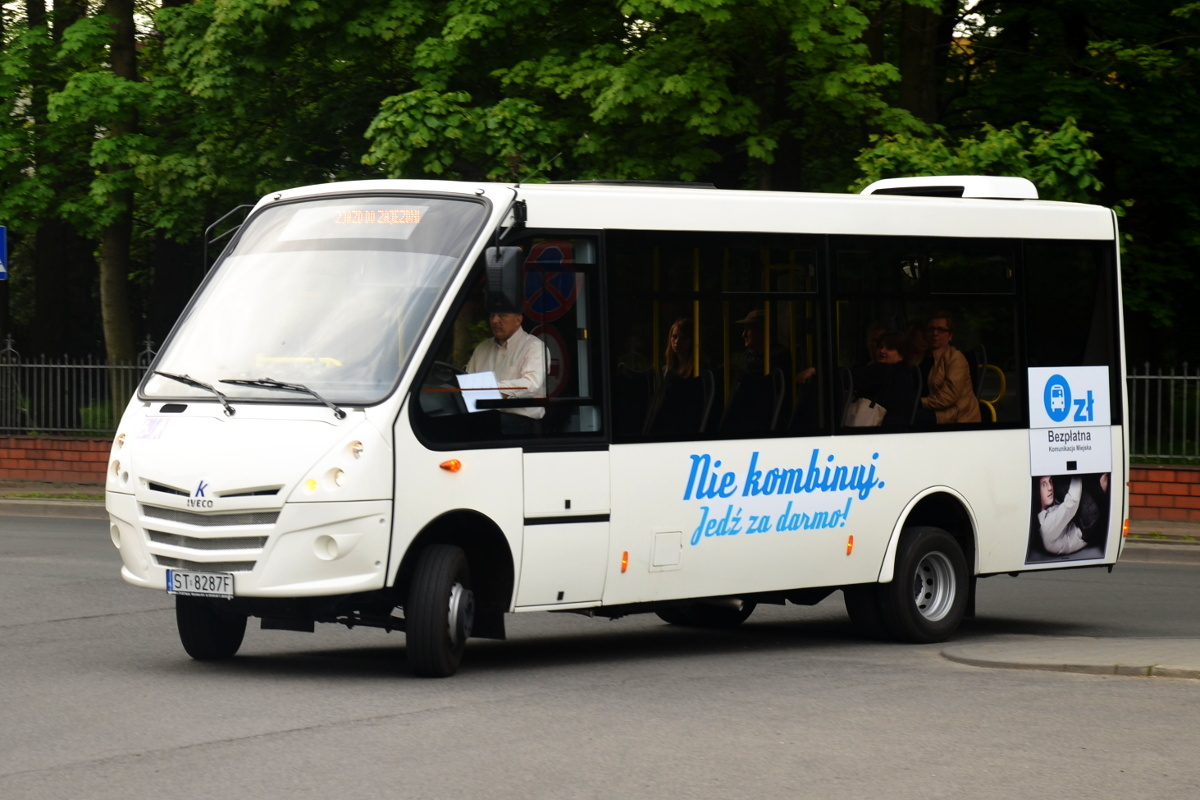
Autobus bezplatné MHD

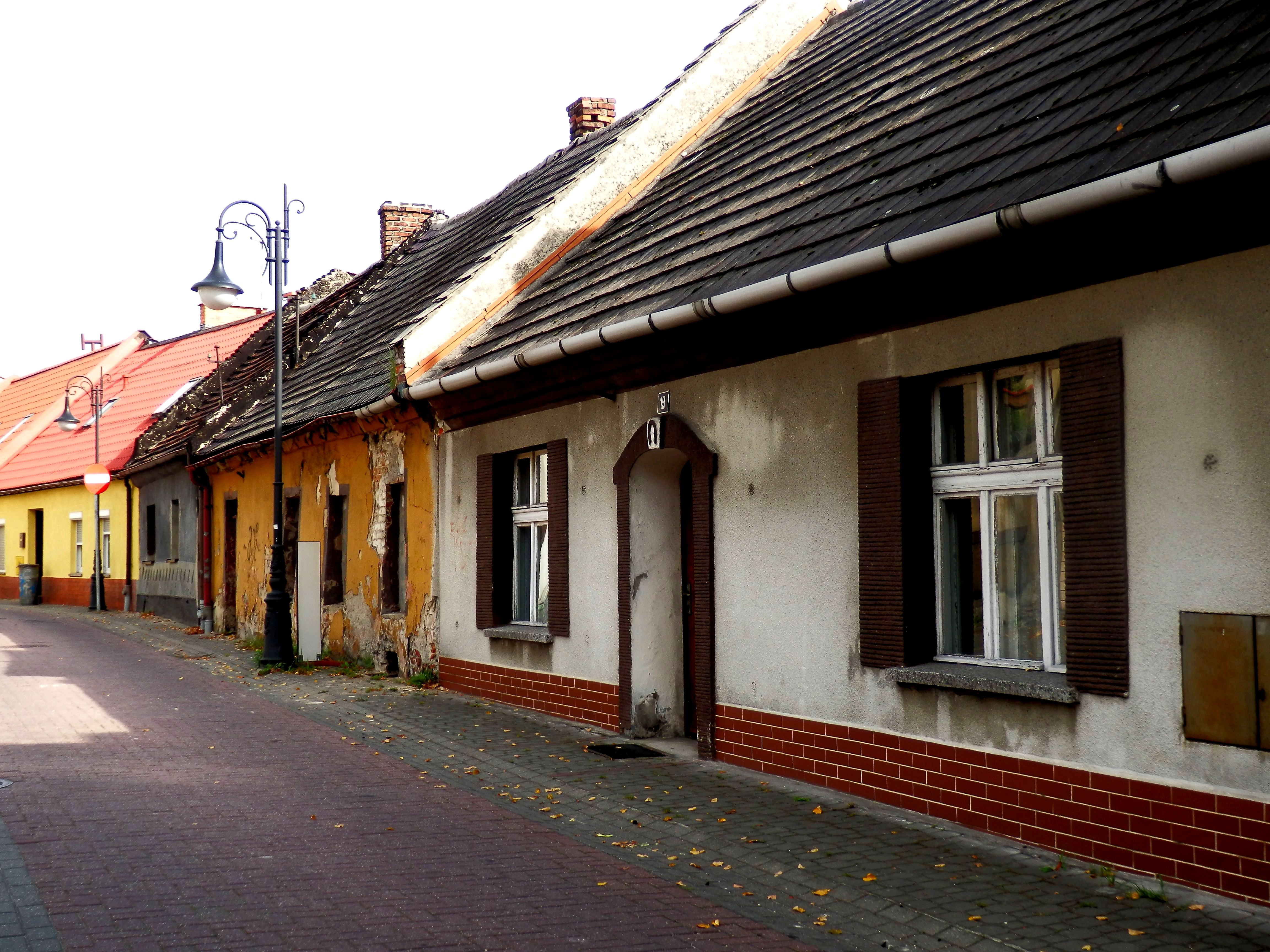
Ulice Murarska

Żory (česky Žárov nebo Žáry, německy Sohrau, polsky dříve Żary) jsou město a městský okres v jižním Polsku ve Slezském vojvodství vzdálené zhruba 20 km od českých hranic. Má 62 844 tisíc obyvatel (2021) a spolu s městy Rybnik, Jastrzębie-Zdrój, Wodzisław Śląski a dalšími tvoří půlmilionovou aglomeraci (viz Rybnický uhelný okruh), která navazuje na jihu na ostravskou a na severu na katovickou aglomeraci.
Leží na historickém území Horního Slezska na řece Rudě. Z geomorfologického hlediska se rozkládá v mezoregionech Płaskowyż Rybnicki (součást makroregionu Wyżyna Śląska (Slezská vysočina)) a Równina Pszczyńska (součást makroregionu Kotlina Oświęcimska). Při sčítání lidu 2011 se 18,5 % obyvatel města hlásilo ke slezské národnosti, ale většina z nich se také přihlásila k polské národnosti, takže 91,4 % obyvatel Żorů se přihlásilo k polské národnosti (v Polsku můžete uvést dvě národnosti).[zdroj?]
Narodil se zde Otto Stern (1888–1969), laureát Nobelovy ceny za fyziku v roce 1943.

## Dějiny
Město bylo založeno na magdeburském právu na podnět knížete Vladislava I. Opolského v roce 1272. Dochovala se lokační listina. Existují dvě hypotézy co do původu názvu: buď souvisí se slovem žár a vypalováním okolních lesů za účelem získání zemědělské a stavební půdy, nebo se slovem żuraw/żóraw – v polštině a slezštině jeřáb. Současný úřední název města má slezský tvar s „o“ na místě dávného dlouhého „á“ – shodně s polskou fonologií by mělo být Żary, což je také historický název používaný v polských publikacích do poloviny 20. století.
Żory byly od svého vzniku součástí Ratibořského knížectví, jemuž vládli do roku 1336 slezští Piastovci a posléze Přemyslovci, načas bylo také sloučeno s Opavským knížectvím (1336–1377). Od roku 1327, kdy Lešek Ratibořský složil spolu s ostatními slezskými knížaty lenní slib Janu Lucemburskému, patřilo toto území pod Země Koruny české. Po Habsburky prohrané první slezské válce v roce 1742 se Żory spolu s většinou Slezska staly součástí pruského státu. V pruském a později německém státu byl součástí pštinského (do roku 1818) a rybnického okresu.
V dubnu a květnu 1433 Żory obléhala husitská vojska Boleslava V. Heretika, která byla nakonec poražena sílami Mikuláše IV. Krnovského. Události dnes připomíná mohyla a kaple sv. Urbana v ulici Gliwicka 33. 11. května 1702 město postihl velký požár, vyhořela celá tehdejší dřevěná zástavba. Na památku této události se každoročně koná Svátek ohně. Jeho součástí je slavnostní průvod kolem náměstí. V 19. století a do roku 1939 byl dokonce 11. května nepracovním dnem ve městě.
V 18. století byly Żory součástí daňové inspekce v Prudníku.V době industrializace v 19. století vzniklo v Żorech několik průmyslových závodů: huť Waleska fungující krátce do roku 1885, po níž zbyla historická věž zvaná Gichta, parní mlýn a slévárna litiny Pawła, která byla až do roku 2005 významným żorským zaměstnavatelem. V roce 1884 město získalo železniční spojení s Katovicemi. Výstavbou trati Rybnik – Pština v letech 1936–1938 se Żory staly regionálním železničním uzlem. Nicméně až do druhé poloviny 20. století se jednalo o malé městečko: v roce 1861 zde žilo 3 662 obyvatel, v roce 1910 4 936, v roce 1965 7 525.
Během hornoslezského plebiscitu po první světové válce se 69 % obyvatel Żor vyslovilo pro setrvání v rámci Německa, přesto byly připojeny v roce 1922 k Polsku. Sovětsko-německé boje v rámci ostravsko-opavské operace v březnu 1945 vedly k poškození více než 80 % zástavby města. Obnova historického centra po válce počítala se zachováním původního urbanistického plánu a výstavbou nových domů v historizujícím stylu. Żorské Staré město je jedním z nejvýraznějších příkladů uplatnění principů tzv. retroverze.
Prudký rozvoj Żor nastal v 70. a 80. letech století, kdy bylo rozhodnuto o výstavbě nových sídlišť, která měla poskytnout bydlení zaměstnancům podniků z celého Rybnického uhelného okruhu. Ve čtvrti Kleszczówka vznikly v roce 1970 Stavební závody Fadom vyrábějící prefabrikované panely, z nichž byly stavěny nové domy ve velkém sídlištním komplexu jižně od historického centra. Počet obyvatel stoupl s 8 700 v roce 1970 na 66 558 v roce 1993. V roce 1973 byl ve čtvrti Rój otevřen černouhelný důl KWK Żory, který také přispěl k přílivu nového obyvatelstva. Stávební závody, slévárna a KWK Żory byly po roce 1989 likvidovány, ale průmysl ve městě se opět rozvíjí díky speciální ekonomické zóne vytvořené na třech místech na jižním, severním a západním okraji města.

## Památky a turistické zajímavosti
- Staré Město obnovené po druhé světové válce v duchu tzv. retroverze, tj. se zachováním původního urbanistického plánu a výstavbou nových domů v historizujícím stylu. Za zmínku stojí:
  - gotický farní kostel sv. Filipa Jakuba spolu s budovou fary z roku 1818;
  - hřbitov se smírčím křížem ze 13. století;
  - fragmenty městských hradeb zachované u kostela a v ulici Bramkowa;
  - ulice Murarska s malebnými přízemními domy;
  - kaple zvaná Kostelík z roku 1806 stojící uprostřed dávné předlokační osady;
  - klasicistní dům č. 23 na náměstí přestavěný na letniční kostel;
- evangelický kostel, funkcionalistický z roku 1931;
- Haeringova vila, novorenesanční z roku 1908, v roce 2013 přestavěná na sídlo Městského muzea a kanceláře speciální ekonomické zóny, za tu adaptaci získala ocenění roku Modernizace roku 2013;
- budova Státní hudební školy, novorenesanční vila z roku 1903;
- Muzeum Ognia (Muzeum ohně), vědecko-technické muzeum založené v roce 2014 v návaznosti na żorskou tradicí Svátku ohně; pět tematických expozicí se věnuje vztahu člověka k ohni v průběhu dějin; nachází se ve futuristické novostavbě ve tvaru plamenů;
- Twinpigs, zábavní western park a lunapark;
- Bronzové sošky plamínků (tzv. Żorky), roztomilé figurky rozmístěné na významných místech různě po městě;
- Historický kolotoč Żorzanka na náměstí Žor patří k nejkrásnějším v Evropě, jeho 34 figurek odkazuje na romány Julia Verna.

## Doprava
Żory leží na železniční trati Rybnik — Pština. Kromě regionálních vlaků společnosti Koleje Śląskie (Slezské dráhy) do Bílska-Bělé, Ratiboře, Rybniku a Vladislavi na stanici Żory zastavují také rychlíky PKP Intercity mířící z Bílska-Bělé do Vratislavi a dále na sever a západ Polska. Trať do města Orzesze byla na začátku 21. století rozebrána, provoz na trati do Slezských Pavlovic a Chyb byl v roce 2018 po šestileté pauze obnoven v omezeném rozsahu.
Městem prochází čtyřproudová státní silnice č. 81 spojující Katovice se Skočovem a Vislou, a také okresní silnice z Rybniku do Pštiny. Západně od města vede dálnice A1 navazující od Bohumína na českou D1.
Od 1. května 2014 byla v Żorech jako prvním městě v Polsku zavedena bezplatná přeprava na všech sedmi městských autobusových linkách. Kromě toho do města zajíždějí vybrané spoje MZK Jastrzębie-Zdrój a ZTZ Rybnik.

## Galerie

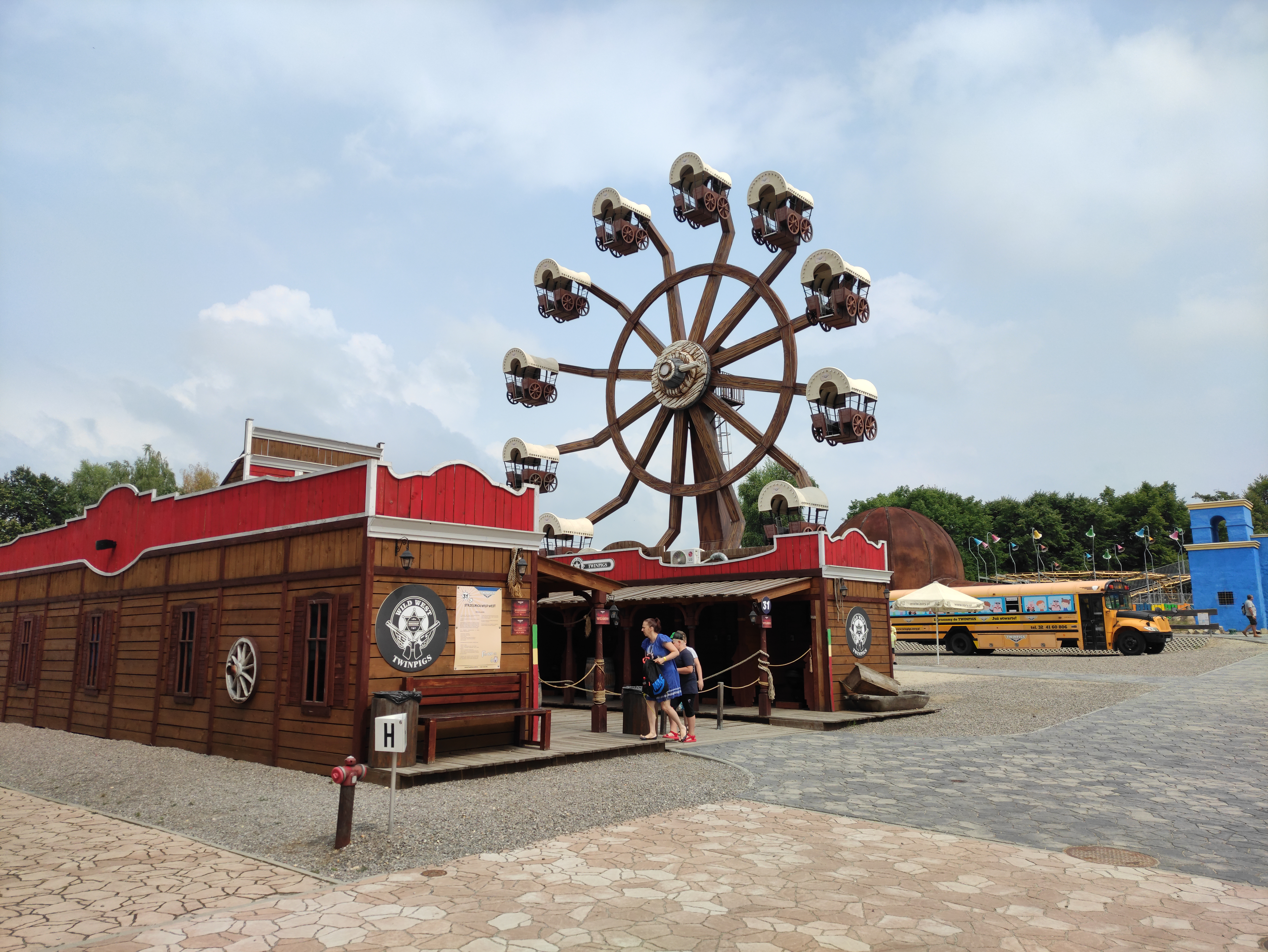
Twinpigs